# Apartaderos
Apartaderos é uma pequena cidade andina no estado de Mérida, Venezuela .

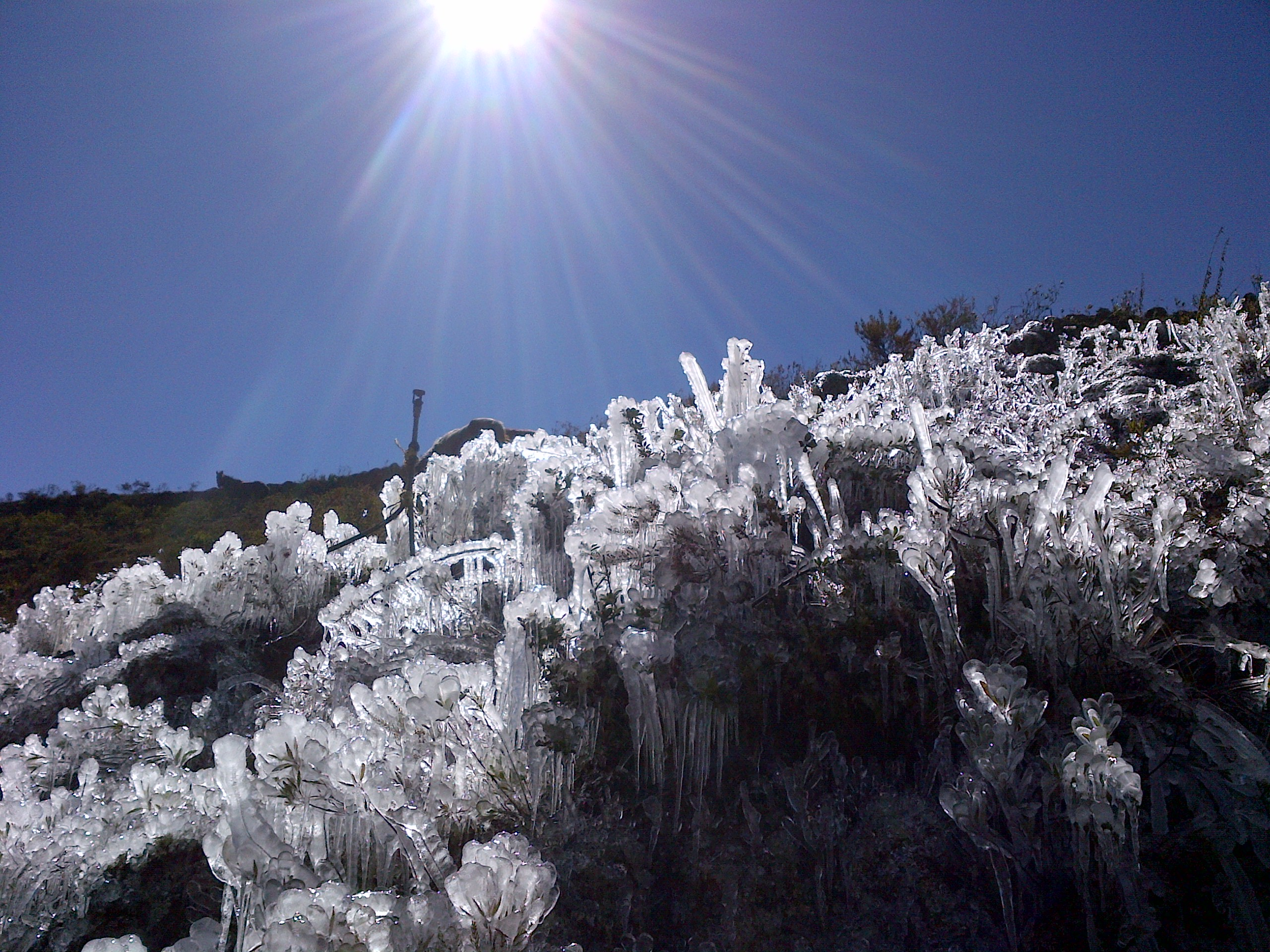
Geada em Apartaderos. Devido a sua localização em um ecossistema de tundra alpino chamado páramo, eles freqüentemente sofrem uma mudança súbita e drástica de um ciclo diário de congelamento e descongelamento, às vezes descrito como "verão de todos os dias e inverno de todas as noites".

Localizada a uma altitude de 3.505 metros, é a cidade mais alta da Venezuela , cercada por vegetação de páramo, a cidade possui instalações turísticas como restaurantes, lojas de presentes e pequenos hotéis. Além do turismo, as principais atividades são agricultura , cultivo de flores e artesanato. Pode-se chegar a partir da cidade de Mérida e Valera pela Rodovia Transandeana , que atinge o seu ponto mais alto a 4.000 metros em El Collado del Cóndor (também conhecido como Pico El Águila pelos moradores locais) a alguns minutos da cidade. Em termos de clima, janeiro, o mês mais frio, tem média de 2,5 ° C , enquanto o mês mais quente, junho, tem média de 11 ° C. A média anual é de 6,9 ° C.
Apartaderos situa-se na intersecção de três vales fluviais: o Chama, que desce para a cidade de Mérida, o Santo Domingo, que desagua em Los Llanos (planícies) de Barinas, e o Motatán, que desemboca na cidade de Valera. A impressionante paisagem ao redor de Apartaderos inspirou mitos, poesias e até em blogs de nativos americanos.